# 中村友美 (女優)
中村 友美（なかむら ゆみ、1985年8月11日 - ）は、日本の歌手。元女優。愛知県出身。

## 来歴
1999年にNHK制作のテレビドラマである『中学生日記』にレギュラー出演。また、2001年10月から2002年3月までTBSの学園ドラマ・『3年B組金八先生6』に長谷川奈美という生徒役としてレギュラー出演し、注目を浴びた。
現在は女優を引退して、名古屋で歌手活動を行っている。2017年に一般男性と結婚。

## 人物
- 愛知県立大府高等学校卒業。
- 趣味は歌、ダンス。
- 自身の結婚式には、金八先生で共演したことのあるメンバーを招待した。

## 出演

### ドラマ
1999年
- 中学生日記

2001年
- 3年B組金八先生(第6シリーズ) - 長谷川奈美

### 舞台
- シネマ雄劇団「王様と長靴を履いた猫」

### CM
- サントリー 「BOSS」
- アサヒドーカメラ

### ライブ・イベント
- 24時間テレビ 「愛は地球を救う」 すいとぴあ江南 夏のグルメフェスティバル PS屋台村（2010年8月28日、29日）
- 下北沢ReG（2011年6月24日）